# Чајре
Чајре је насељено мјесто у граду Добој, Република Српска, БиХ. Према попису становништва из 2013. у насељу је живјело 290 становника.

## Становништво
| Демографија | Демографија | Демографија |
| Година      | Становника  | Становника  |
| ----------- | ----------- | ----------- |
| 1948.       | 282         |             |
| 1953.       | 316         |             |
| 1961.       | 368         |             |
| 1971.       | 400         |             |
| 1981.       | 382         |             |
| 1991.       | 456         |             |
| 2013.       | 290         |             |